# Julius Ludwig Asher

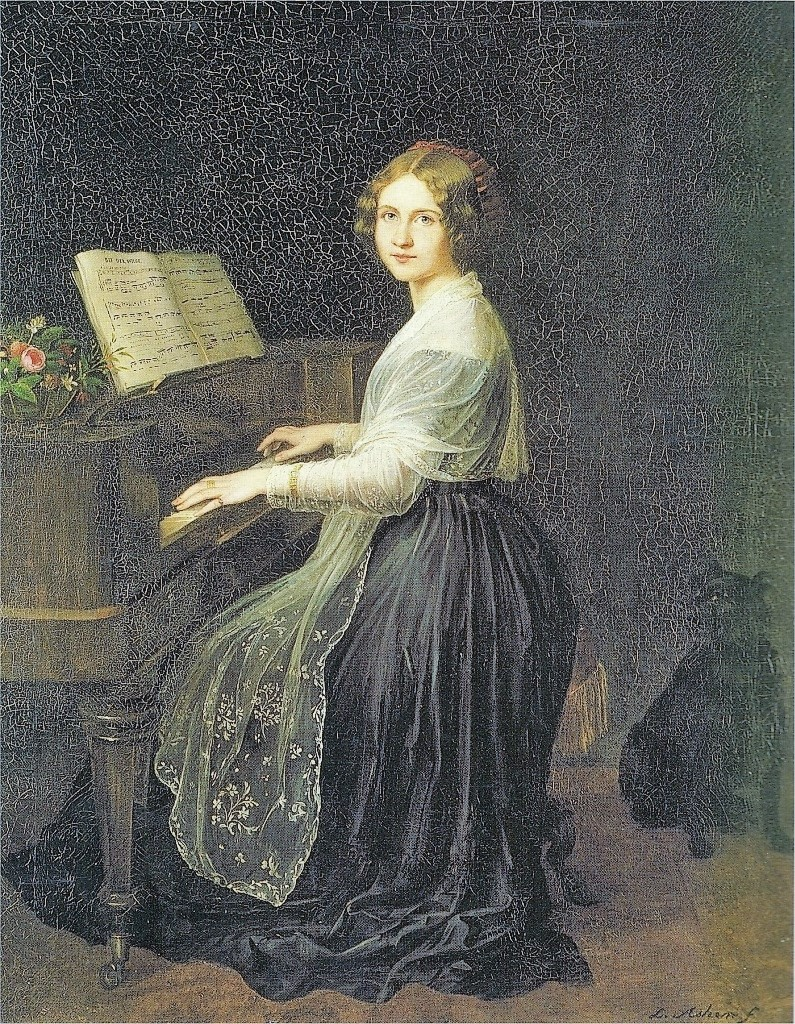
Jenny Lind porträtterad av Asher.

Julius Ludwig Asher, född 26 juni 1860 och död 7 mars 1927,[källa behövs] var en tysk konstnär.
Asher var främst verksam som porträtt- och historiemålare. Bland Aschers kompositioner märks Kung Lear vid Corneilas lik och Romarinna vid brunnen, båda i Kunsthalle, Hamburg.